# Sajzy
Sajzy (deutsch Zeysen) ist ein Dorf in der polnischen Woiwodschaft Ermland-Masuren und gehört zur Gmina Ełk (Landgemeinde Lyck) im Powiat Ełcki (Kreis Lyck).

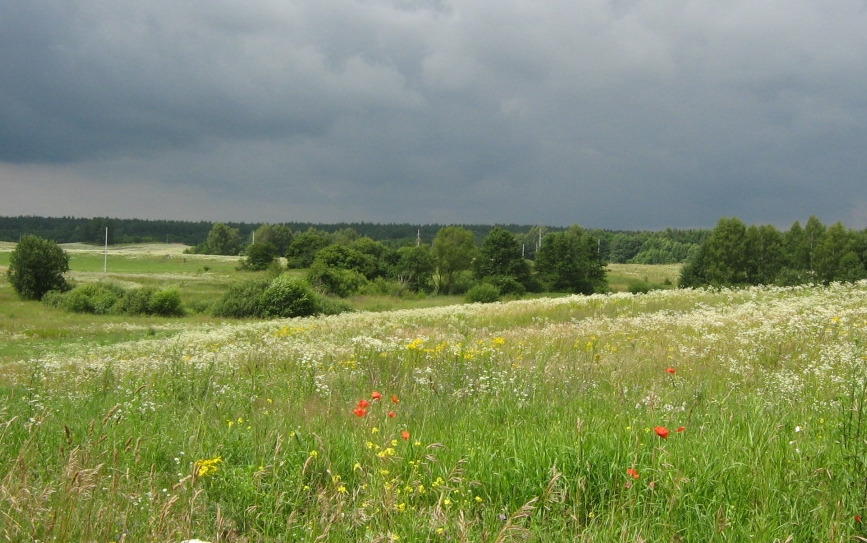
Landschaft bei Sajzy (Zeysen)

## Geographische Lage
Sajzy liegt am Nordufer des Laszmiaden Sees (1938 bis 1945 Laschmieden See, polnisch Jezioro Łaśmiady) im Osten der Woiwodschaft Ermland-Masuren, 13 Kilometer nordwestlich der Kreisstadt Ełk (Lyck).

## Geschichte
Gegründet wurde das damalige Zeysen im Jahre 1474. Zwischen 1874 und 1945 war das Dorf in den Amtsbezirk Stradaunen (polnisch Straduny) eingegliedert. Er gehörte zum Kreis Lyck im Regierungsbezirk Gumbinnen (ab 1905: Regierungsbezirk Allenstein) in der preußischen Provinz Ostpreußen.
Im Jahre 1910 waren in Zeysen 327 Einwohner gemeldet. Ihre Zahl stieg bis 1933 auf 396 und belief sich 1939 auf 344. Aufgrund der Bestimmungen des Versailler Vertrags stimmte die Bevölkerung im Abstimmungsgebiet Allenstein, zu dem Zeysen gehörte, am 11. Juli 1920 über die weitere staatliche Zugehörigkeit zu Ostpreußen (und damit zu Deutschland) oder den Anschluss an Polen ab. In Zeysen stimmten 260 Einwohner für den Verbleib bei Ostpreußen, auf Polen entfielen keine Stimmen.
In Kriegsfolge kam Zeysen im Jahre 1945 mit dem gesamten südlichen Ostpreußen zu Polen und trägt seither die polnische Namensform „Sajzy“. Heute ist es Sitz eines Schulzenamtes (polnisch Sołectwo) und damit eine Ortschaft im Verbund der Gmina Ełk (Landgemeinde Lyck) im Powiat Ełcki (Kreis Lyck), vor 1998 der Woiwodschaft Suwałki, seitdem der Woiwodschaft Ermland-Masuren zugehörig.

## Kirche

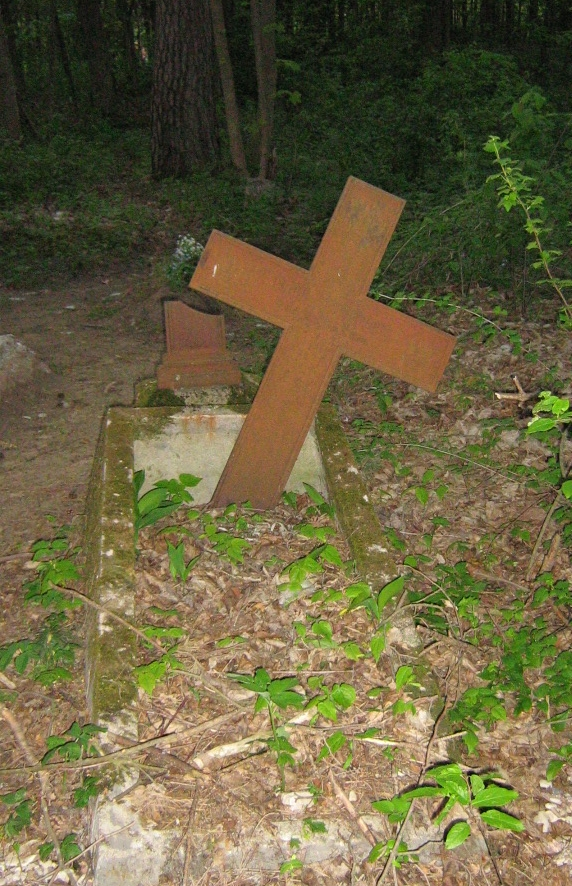
Grabstätte auf dem alten Friedhof in Sajzy

Vor 1945 war Zeysen in die evangelische Kirche Stradaunen in der Kirchenprovinz Ostpreußen der Kirche der Altpreußischen Union sowie in die katholische St.-Adalbert-Kirche in Lyck im Bistum Ermland eingepfarrt.
Heute gehört Sajzy zur katholischen Pfarrei Straduny im Bistum Ełk der Römisch-katholischen Kirche in Polen. Die evangelischen Einwohner halten sich zur Kirchengemeinde in der Stadt Ełk, einer Filialgemeinde der Pfarrei Pisz (deutsch Johannisburg) in der Diözese Masuren der Evangelisch-Augsburgischen Kirche in Polen.

## Verkehr
Sajzy liegt an einer Nebenstraße, die die polnische Landesstraße 65 (einstige deutsche Reichsstraße 132) bei Straduny (deutsch Stradaunen) über Połom (Polommen, 1938 bis 1945 Herzogsmühle) mit der Woiwodschaftsstraße 655 bei Wronki (Wronken, 1938 bis 1945 Fronicken) verbindet. Eine Bahnanbindung besteht nicht.

## Stacja Terenowa

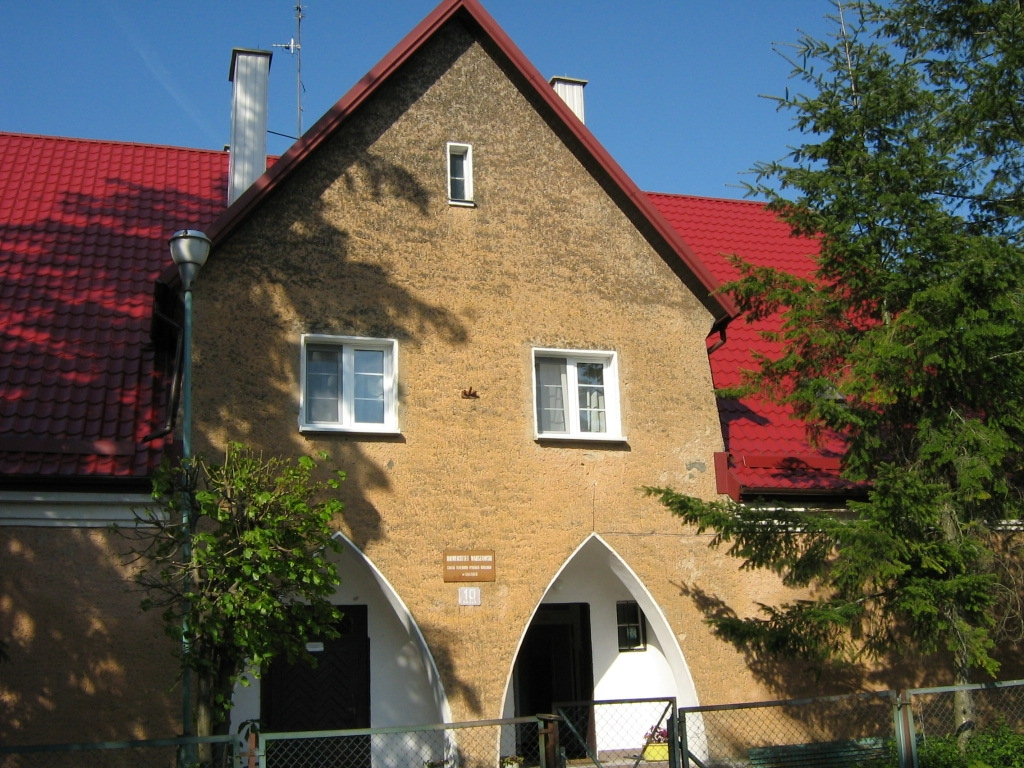
Die „Stacja Terenowa“ der Biologischen Fakultät der Universität Warschau in Sajzy

Seit dem Jahre 1978 unterhält die Biologische Fakultät der Universität Warschau in Sajzy eine „Stacja Terenowa“ (offizieller Name: Stacja Terenowa Uniwersytetu Warszawskiego w Sajzach), eine Station zur ökologisch-wissenschaftlichen Forschung und Erneuerung, die zahlreiche Studenten anzieht.